# كلمة مرور لمرة واحدة مستندة إلى رمز مصادقة الرسالة القائم على التلبيد
كلمة المرور لمرة واحدة المستندة إلى رمز مصادقة الرسالة القائم على التلبيد (HOTP) هي خوارزمية كلمة مرور لمرة واحدة (OTP) تعتمد على رمز مصادقة الرسالة القائم على التلبيد HMAC. وهو حجر الزاوية في مبادرة المصادقة المفتوحة (OATH).
نُشِرَ خوارزمية HOTP كوثيقة معلوماتية ضمن المعيار RFC 4226 الصادر عن مجموعة مهندسي الإنترنت IETF في ديسمبر 2005، موثّقةً الخوارزمية. ومنذ ذلك الحين، تم اعتماد هذه الخوارزمية من قبل العديد من الشركات في جميع أنحاء العالم. تعتبر خوارزمية HOTP معيارا مفتوحََا متاحا مجانًا.

## الخوارزمية[1]
توفر خوارزمية HOTP طريقة للإستيقان من خلال إنشاء متماثل لكلمات مرور قابلة للقراءة من قبل الإنسان، أو قيم ، يتم استخدام كل منها لمحاولة اسْتيقان واحدة فقط. تؤدي الخاصية لمرة واحدة مباشرة إلى الاستخدام الفردي لكل قيمة عداد.
يجب على الأطراف الراغبة في استخدام HOTP أن توافق مسبقاً على بعض المعاملات، عادةً ما يتم تحديدها بواسطة المُسْتَيْقِن (authenticator)، ويتم قبولها أو رفضها بواسطة الكيان المُسْتَيْقَن (authenticated entity):
- دالة تلبيد تعموية H (الافتراضي هو SHA-1)
- مفتاح سري K ، وهو عبارة عن سلسلة بايتات عشوائية ويجب أن يظل خاصًا
- عداد C ، الذي يحسب عدد التكرارات
- الطول d لقيمة HOTP (6–10، والافتراضي هو 6، والمُوصى 6–8)

يقوم كلا الطرفين بحساب قيمة HOTP المشتقة من المفتاح السري K والعداد C. ثم يقوم المُسْتَيْقِن بالتحقق من قيمته المُولَّدة محليًا مقابل القيمة المُقدَّمة من قِبل الطرف المُسْتَيْقَن.
يقوم المُسْتَيْقِن والكيان المُسْتَيْقَن عليه بزيادة العداد C بشكل مستقل. نظرًا لأن الكيان المُسْتَيْقَن قد يزيد العداد أكثر من المُسْتَيْقِن، المعيار RFC 4226 يوصي ببروتوكول إعادة المزامنة. يقترح هذا أن يحاول المُسْتَيْقِن مرارًا وتكرارًا التحقق قبل عداده من خلال نافذة بحجم s. يستمر عداد المُسْتَيْقِن في العمل قبل القيمة التي ينجح عندها التحقق، ولا يتطلب أي إجراء من الكيان المُسْتَيْقَن.
لحماية النظام من هجمات القوة الغاشمة التي تستهدف قِصَر نطاق قيم HOTP، يوصي المعيار RFC بتقييد مستمر لكثافة عمليات التحقق. يمكن تحقيق ذلك عبر أحد الخيارين: قفل نظام التحقق بعد عدد قليل من المحاولات الفاشلة، أو زيادة زمن التأخير بشكل خطي بعد كل محاولة فاشلة. ويهدف ذلك إلى تقليل سرعة المحاولات بشكل كبير، مما يجعل هجمات القوة الغاشمة غير فعالة عمليًا.
يتم في العادة تقديم قيم مكوّنة من 6 أرقام بواسطة أجهزة العلّام المادي (Hardware Tokens)، وهو ما يحدد القيمة الافتراضية للمعامل d. وعند تنفيذ التقطيع (Truncation)، تُستخلص 31 بتاً من ناتج الـ HMAC، وهو ما يُعادل حسابيا:
{\textstyle 9.3\approx \log _{10}(2^{31})} أرقام عشرية
مما يشير إلى أن d يمكن أن يصل إلى 10 أرقام كحد أقصى. لكن الرقم العاشر لا يقدم تنوعًا كبيرًا، حيث يتراوح فقط بين القيم {0، 1، 2}—أي ما يعادل 0.3 من رقم عشري إضافي.
بعد التحقق، يمكن للمصادق أن يصادق على نفسه ببساطة عن طريق إنشاء قيمة HOTP التالية، وإعادتها، وبعد ذلك يمكن للمصادق أن ينشئ قيمة HOTP الخاصة به للتحقق منها. لاحظ أنه من المضمون أن تتم مزامنة العدادات في هذه المرحلة من العملية.
قيمة HOTP هي المخرَج المصمم القابل للقراءة البشرية، وهو رقم عشري يتألف من d أرقام بما في ذلك الأصفار البادئة، بالشكل التالي:
{\displaystyle HOTPvalue=HOTP(K,C)mod10^{d}}
وهذا يعني أن القيمة هي أقل أرقام القاعدة 10 أهمية من HOTP.
HOTP هو اقتطاع من HMAC للعداد C (تحت المفتاح K و دالة التلبيد التعموية H):
{\displaystyle HOTP(K,C)=truncate(HMAC_{H}(K,C))}

## الاستقبال
على الرغم من أن الاستقبال المبكر من بعض صحافة الكمبيوتر كان سلبيًا خلال عامي 2004 و2005،    بعد أن اعتمدت IETF بروتوكول HOTP كـRFC 4226 في ديسمبر، شرع عدد من الشركات بتصنيع وحدات (Tokens) متوافقة مع HOTP و/أو حلول مصادقة كاملة.
حسب مقال "خريطة الطريق: استبدال كلمات المرور بمصادقة OTP"  حول المصادقة القوية، والتي نشرتها مجموعة Burton (قسم من شركة Gartner، Inc. ) في عام 2010، "تتوقع شركة Gartner أن يستمر عامل شكل OTP للأجهزة في التمتع بنمو متواضع بينما ستنمو أجهزة OTP للهواتف الذكية وتصبح منصة الأجهزة الافتراضية بمرور الوقت".

## روابط خارجية
- RFC 4226: HOTP: خوارزمية كلمة مرور لمرة واحدة تعتمد على HMAC
- RFC 6238: TOTP: خوارزمية كلمة المرور لمرة واحدة المعتمدة على الوقت
- RFC 6287: OCRA: خوارزمية التحدي والاستجابة لـ OATH
- مبادرة المصادقة المفتوحة
- تنفيذ RFC 4226 - خوارزمية HOPT نسخة محفوظة 16 ديسمبر 2021 على موقع واي باك مشين. تنفيذ Python خطوة بخطوة في Jupyter Notebook